# نعيم حلاوي
نعيم حلاوي ممثل وكاتب كوميدي لبناني.

## بدايته
بدأ في الإذاعة ككاتب ومقدم برامج في إذاعة جبل لبنان في عام 1980، كما اشتهر بتقديم مجموعة من البرامج الكوميدية في التليفزيون اللبناني منذ منتصف التسعينيات.

## من أعماله
- Slchi.
- لا يُمل.
- ما في متلو.

## روابط خارجية
- نعيم حلاوي على موقع قاعدة بيانات الأفلام العربية